# 가리 이씨
가리 이씨(加利李氏)는 경상북도 성주군을 본관으로 하는 한국의 성씨이다. 시조는 《제왕운기》의 저자인 고려의 이승휴이다.

## 참고 자료
- “가리이씨(加利李氏)”. 뿌리를 찾아서.[깨진 링크(과거 내용 찾기)]